# Grigori Krivocheïev
Grigori Fedotovitch Krivocheïev (en russe : Григорий Федотович Кривошеев) est un colonel général et historien soviétique et russe.

## Biographie
Au moment de la chute de l'URSS, en tant qu'ancien patron de l'espionnage, le général Krivocheïev était au cœur d'un puissant dispositif dont l'objectif était de faire régner, à travers les zones sensibles de l'Union, une stratégie de la tension : le choix des moyens utilisés reposait sur l'interruption ou la désorganisation de l'approvisionnement alimentaire des villes, afin d'accroître la colère de la population. Des attentats ou des agressions étaient également fomentés, dans plusieurs régions, pour accentuer les affrontements ethniques. Dans les républiques baltes, la minorité russe faisait partie des cibles visées, dans l'espoir de déclencher des réactions violentes. Le service de « mobilisation intérieure » (direction principale de l'organisation et de la mobilisation de l'état-major des forces armées de la fédération de Russie) lançait également de vastes campagnes de désinformation visant à rendre « respectables et démocrates » des personnalités connues pour leur passé douteux. On transformait ainsi d'anciens diplomates connus en Occident pour leurs liens avec les services secrets ou des hommes d'appareil serviles en personnes au passé de réformateur et de résistant sur lesquels s'appuierait la nouvelle URSS. Parmi les inspirateurs de son action on a nommé Anatoli Loukianov ou Valeri Boldine.

## Publications
- Soviet Casualties and Combat Losses in the Twentieth Century